# (6419) Susono
(6419) Susono ist ein Asteroid des äußeren Hauptgürtels, der am 7. Dezember 1993 von den japanischen Astronomen Makio Akiyama und Toshimasa Furuta an der Sternwarte in Mishima (IAU-Code 886) in der Präfektur Shizuoka entdeckt wurde.
Der Asteroid wurde nach der Stadt Susono in der Präfektur Shizuoka benannt.